# La tumba de Leopardi (relato)
La tumba de Leopardi es un cuento del escritor mexicano Carlos Fuentes. El cuento pertenece al libro Carolina Grau, publicado en 2010, y se inspira en la vida del poeta italiano Giacomo Leopardi.

## Argumento
Giacomo Leopardi, un joven poeta que vive encerrado en su casa y que sufre deformidades corporales, es capaz de ver dos veces su reflejo en los espejos. A medida que pasa el tiempo, y con el mal trato que recibe por parte de sus padres, la cantidad de reflejos llegan a aumentar, así hasta que el poeta también los empieza a ver en la vida real y no solo en el espejo. Sin embargo, al ver pasar por la ventana a una joven extranjera, Carolina Grau, las múltiples ilusiones de sí mismo desaparecen. Solo queda un único Leopardi, el poeta, el enamorado.
Junto con su amigo Ranieri, parte de Recanati hacia Nápoles en busca de Carolina Grau. No obstante, nunca encontrará a su amada, pero la verá en un espejo cuando el reflejo de su amigo Ranieri tome el de la mujer extranjera. Ella le susurra que vuelva a Recanati, lugar en el que la encontrará.
A la vuelta del poeta, Carolina Grau no vuelve a aparecer, ni en la realidad ni en los espejos. Leopardi trata en vano de descubrir la imagen de la extranjera, pero lo único que verá reflejado en el cristal es su reflejo, el cual muestra poco a poco la transformación que Leopardi está sufriendo en vida: al poeta le están creciendo distintas cabezas.
El cuento termina con la supuesta muerte del poeta, quien aún habla desde el féretro y señala cómo su amigo Ranieri lo llevó a Nápoles y lo acabó enterrando en una fosa común. En el ataúd, la esperanza de Leopardi es que Carolina Grau regrese a salvarlo de la muerte. Y es entonces cuando escucha una voz a su lado en el féretro.